# Архитектура Босне и Херцеговине
На архитектуру Босне и Херцеговине у великој мери утицала су четири главна периода у којима су политичке и друштвене промене одредиле стварање различитих културних и архитектонских навика у регији.

## Средњовековни период
Средњовековни период у Босни трајао је све до инвазије Османског царства. Социјална организација Босне тог времена развила се у систем назван Задруга. У Задрузи, заједница је организована тако да би неколико породица са заједничким интересима живело заједно у стамбеним кластерима. Лидери заједнице изабрани су у складу са њиховим годинама и високим етичким стандардима. Систем Задруге је првенствено пронађен у руралним, аграрним заједницама, које су у великој мери зависиле од природних ресурса. Како је заједница расла, сегменти породица би се колективно преселили у друго подручје формирајући нови кластер или село. Сталне везе између ових повезаних кластера стимулисале су и трговину и економију. Поједине породице су живеле заједно у кућама познатим као Динарске куће. То су биле једноставне конструкције израђене од природних материјала (обично од дрвета или прућа). Унутрашњи простор је организован око огњишта у централној просторији са одвојеним приватним одајама за мушкарца и жену.
Иако војне утврде у Босни и Херцеговини потичу из римских времена, већина их је саграђена између 12. и 15. века. Структуре су изграђене од камена на брежуљцима изнад реке, руте или града. Данас их има око 300, али већина је у рушевинама. Најлепше и најбоље очуване су оне у: Сарајеву, Сребренику, Благају, Јајцу, Травнику, Тешњу, Почитељу, Добоју, Врандуку, Стоцу, Маглају, Градачцу, Љубушком, Кључу, Бихаћу, Босанској Крупи, Великој Кладуши, Вишеграду, Зворнику, тврђава Бобовац, итд. Двор у Краљевој Сутјесци био је чак и богато украшен у готичком стилу. Пример средњовековне готичке и романичке куле је Кула светог Луке која се налази у Јајцу и која је настала у 15. веку.

## Босна у Османском царству
Крајем 15. века, Османско царство је дошло на Балкан. Они су се осврнули на потребу да се развију урбана подручја и градови, од чега се појавио основни облик и организација урбаних подручја која су и данас карактеристична. Душан Грабријан, теоретичар архитектуре, дефинисао је примарну организацију типичних босанских градова. Он је препознао да градови имају пет аутентичних компонената дефинисаних скупом „неписаних закона”: околна брда су дефинисала облик града, главни пут је кичма, „Чаршија” је срце, вегетација су плућа, река је дух.
Чињеница да су људи користили реку као главни елемент урбаног живота довели су до изградње Старог моста 1566. године у Мостару у Херцеговини. У време када је саграђен, то је био најдужи камени мост на свету. Његово значење је ипак имало дубљу моћ. Он је симболизовао везу између источне и западне цивилизације. Поред урбанистичког планирања, архитектура Босне се појавила са мало јаснијим архитектонским речником. Архитектура је, међутим, била организована око низа неписаних архитектонских закона, укључујући: људску скалу, незакрчен поглед, геометрију, отворене и флексибилне просторе, једноставан намештај, просторне везе са природом и коришћење локалних материјала и традиционалне технике градње. Поред тога, филозофија дизајна је фаворизовала хетерогеност материјала. Другим речима, сваки материјал је имао посебну интринзичну функцију коју му је дала социјална перцепција људи укључених у архитектонски процес.
Стога су темељи били грађени од камена, приземља од глине, неизгорене опеке и дрвених плочица, први спрат од дрвеног оквира и кров готово увек од дрвета. Организационо, типична босанска резиденција из 17. века састојала се од пет главних елемената: ограда која је била окренута и одређивала улицу и јасно диференцирана приватно од јавног, двориште обично изграђено од шљунчаног или равног камена за лакше одржавање, фонтану на отвореном Шадрван за хигијенске сврхе, „полујавни” приватни простор нижег нивоа назван Хајат, где би се породица окупљала, а Диван-хан, полуприватни приватни простор на вишем нивоу који се користио за опуштање и уживање.

## Аустроугарски период
Босна је била спремна за још једну културну диверсификацију како је Аустроугарска империја припојила земљу 1878. године. У кратком периоду када је аустријско царство владало Босном, имали су огроман утицај на будуће урбанистичко планирање и архитектуру. Неке од промена које је увео аустријски утицај укључивале су увођење нових прописа о грађевинском закону, као што су потребне грађевинске дозволе, захтеви за безбедност живота и заштиту од пожара, регулисана дебљина зида и висина зграде. Неке промене у урбанистичком планирању укључивале су класификацију типова улица и последичне грађевинске прописе, захтев за складним дизајном са непосредним окружењем и усклађеност с општим планом регулације. Било је и промена у општој филозофији дизајна. Стилски, Босна је требало да буде асимилирана у европски мејнстрим, осим појаве оријенталистичког стила (такође псеудомаварског стила). Циљ је био промовисање босанског националног идентитета уз избегавање његове повезаности са Османским царством или растућим панславенским покретом стварањем „исламске архитектуре европске фантазије”.
Овај стил је инспирисан маварском и мудехарском архитектуром Шпаније, као и мамлукском архитектуром Египта и Сирије, као што је приказана на Гимназији Мостар. То је укључивало и примену орнамента и других „маварских” дизајнерских стратегија од којих ниједна није имала много везе са претходним архитектонским правцем аутохтоне босанске архитектуре. Нови архитектонски језици додали су разноликости већ сложене урбане композиције у босанским градовима. Ове и друге промене изазвале су неке друге последице у Босни. На пример, побољшана је сигурност живота у зградама, али локални грађевински предузетници и архитекте постају застарели због нових прописа и метода изградње. То је довело до усељавања квалификоване радне снаге из централне Европе која је додатно удвостручила и диверзифицирала становништво Босне и Херцеговине што је потакнуло економију.
Коначно, градови су почели да мењају свој карактер. Већина пројеката у време аустријског утицаја односила се на управне зграде. Пошта у Сарајеву, на пример, прати одређене формалне карактеристике дизајна као што су јасноћа форме, симетрија и пропорција, док унутрашњост следи исту доктрину. Национална и универзитетска библиотека Босне и Херцеговине у Сарајеву је пример оријенталистичког архитектонског језика који користи маварско-мамлуковску декорацију и шиљате лукове, док још увек интегрира друге формалне елементе у дизајн.

## Југословенски период
На крају Другог светског рата Босна и Херцеговина је постала република у Социјалистичкој Федеративној Републици Југославији. Политичке струје у Југославији фаворизовале су индустријализацију која је захтевала нагласак на развоју јавног становања како би служила миграцији становништва из руралних у урбана подручја. Да би се превазишли културни конфликти анти-историцизам, модерни архитектонски вокабулар постао је преовлађујућа дизајнерска стратегија за већину архитектонских пројеката. Отуда је хомогеност материјала заменила традиционалну хетерогеност и бетон је постао материјал избора за градњу. Таква пракса, међутим, изазвала је неколико проблема. Индустријализација је проузроковала загађење градова, али је још важније, проузроковала бег из руралних подручја што је додатно проузроковало одступања у производњи, што је оштетило економију. Инфраструктура, електрична енергија, вода и централно грејање били су недовољни за одржавање новог јавног стамбеног развоја због лошег планирања, док су стамбени небодери неприкладно мешани са постојећим архитектонским контекстом. Лоши начини изградње и недостатак квалитета због недостатка ресурса проузроковали су нездраву животну средину. Сва ова питања довела су до смањења културног идентитета Босне и Херцеговине, а истовремено је исцрпила њене природне и људске ресурсе.
С друге стране, било је мало архитектонских пројеката који су покушали да се позабаве питањима културне разноликости. Један од тих покушаја био је стамбени објекат „Дино” у Сарајеву који су 1987. године изградили Амир Вук и Мирко Марић. Ради се о дуплексној стамбеној кући у којој се прати оријентални архитектонски вокабулар, док друга има западноевропску филозофију организације фасада, док деле заједнички улаз. Други пример је хотел „Holiday Inn” изграђен 1983. године и „Унис” торњеви близанци изграђени у Сарајеву 1986. године, које је дизајнирао Иван Штраус. Међу људима у граду, торњеви близанци се обично називају Момо (српско име) и Узеир (бошњачко име). У граду није било консензуса који је торањ носио српски, а који босански назив. Ова двосмисленост имена наглашава културно јединство као примарни архитектонски квалитет.

## Архитектура током Рата у Босни и Херцеговини
Током Рата у Босни и Херцеговини, многе грађевине су уништене. За време Опсаде Сарајева гранатиране су обе зграде близанкиње. Између 1992. и 1995. године, преко 2000 манастира, цркава, џамија и других грађевина од историјске важности су уништене. Међу њима су били џамија Ферхадија (изграђена 1578. године у Бањој Луци, а срушена 1993. године) као и Стари мост у Мостару (изграђен 1566. године). Данас Стари мост дели град на источни део у којем бораве Бошњаци и западни део у којем бораве Хрвати.

## Послератна архитектура
У годинама након Рата у Босни и Херцеговини у Сарајеву је дошло до грађевинског бума. То је један од градова са највећом изградњом у југоисточној Европи. УНИС-ови торњеви близанци, по пројекту архитекте Ивана Штрауса, скоро су потпуно уништени у рату, али су потпуно обновљени. У стамбеном насељу Храсно, босанска компанија Босмал је изградила Босмалов градски центар, један од највиших торњева близанаца на Балкану, сваки са по 120 метара.
УНИС-ови торњеви близанци потпуно су реновирани. На месту некадашњих торњева Ослобођење, сада су изграђене куле Аваза као ново седиште популарне босанске новинске компаније Аваз. Налази се у Марин Двору, пословном округу у Сарајеву. Аваз твист тауер држи рекорд за највишу кулу на Балкану и једну од најзанимљивијих кула у Европи. Састоји се од обриса стаклене фасаде и висок је 142 метра са 30-метарском антеном која достиже укупну висину од 172 метра.
Већина олимпијских објеката је уништена, али реконструкција још није извршена.
Зграда босанског парламента (коју је пројектовао архитекта Јурај Нидхарт) је у фази реконструкције, а Музеј Босне и Херцеговине у сарајевском округу Марин Двор је у потпуности реновиран.